# Un marido entre dos muz̆eres
Un marido entre dos muz̆eres o Marito entre dos muzeres (lit. ‘Marit de dues dones’) és una novel·la anònima escrita a Grècia en judeoespanyol i publicada en primera edició cap a l'any 1913. Se n'ha fet també una edició crítica a Barcelona el 1978. L'obra, que tracta d'un tema de ficció, també és il·lustrativa de la vida dels jueus sefardites sota l'Imperi Otomà.